# Смит, Брук (баскетболистка)
Брук Смит (англ. Brooke Smith; родилась 30 апреля 1984 года в Сан-Ансельмо, штат Калифорния, США) — американская профессиональная баскетболистка, выступавшая в женской национальной баскетбольной ассоциации за клуб «Финикс Меркури».

## Профессиональная карьера
Смит играла за клуб «Virtus Viterbo» в итальянской А-лиге в сезоне 2007/08. В 2008 году она была выбрана на драфте ВНБА под 23 общим номером клубом «Миннесота Линкс», но перешла в «Финикс Меркури». В 2009 году вместе с Меркури стала чемпионом ВНБА.
Смит два сезона играла за итальянский клуб «Pool Comense». В сезоне 2009/10 она стала самым результативным игроком команды, набирая в среднем за игру по 17,53 очка и стала центровым годом итальянской А-лиги. В сезоне 2010/11 она выступала за клуб «Cras Basket Taranto».